# Bauland
Als Bauland (englisch building land) werden in der Landschaftsgestaltung, Raumordnung oder Stadtplanung Grundstücksflächen bezeichnet, die nach öffentlich-rechtlichen Vorschriften und nach den tatsächlichen Gegebenheiten für eine Bebauung nutzbar und in einem Bebauungsplan ausgewiesen sind.

## Allgemeines
Diese Legaldefinition des § 3 Abs. 4 ImmoWertV wird im Bauwesen ergänzt um Grundstücke, die aufgrund ihrer Lage, ihres Zuschnitts und ihrer Bodenbeschaffenheit zur Bebauung geeignet sind. Dabei wird vorausgesetzt, dass ihre Erschließung zumindest sichergestellt ist.
Bauland – beziehungsweise die Ausweisung oder Widmung als Solches – kann auf verschiedene Arten entstehen. In jedem Fall muss die Erschließung gesichert sein. Vielfach ist hierzu im Vorfeld eine Baulandumlegung erforderlich. Zudem dürfen keine natürlichen Hindernisse bestehen, welche ein Bauen unmöglich machen.

## Rechtsgrundlagen
Die verschiedenen Grundstücksarten im Hinblick auf ihre Bebauung werden im BauGB, im BewG und in der ImmoWertV behandelt, wenngleich der unterschiedliche Gesetzeszweck die Merkmale der Definition beeinflusst.
Bauland ist ein Rechtsbegriff. Nach § 19 Abs. 3 BauNVO ist für die Ermittlung der zulässigen Grundfläche die Fläche des Baugrundstücks maßgebend, die im Bauland und hinter der im Bebauungsplan festgesetzten Straßenbegrenzungslinie liegt. Ist eine Straßenbegrenzungslinie nicht festgesetzt, so ist die Fläche des Baugrundstücks maßgebend, die hinter der tatsächlichen Straßengrenze liegt oder die im Bebauungsplan als maßgebend für die Ermittlung der zulässigen Grundfläche festgesetzt ist. Gemäß § 133 Abs. 1 BauGB unterliegen erschlossene Grundstücke, für die eine bauliche oder gewerbliche Nutzung nicht festgesetzt ist, der Beitragspflicht, wenn sie nach der Verkehrsauffassung Bauland sind und nach der geordneten baulichen Entwicklung der Gemeinde zur Bebauung anstehen. Die Wertermittlung für Bauflächen und Bauland sowie für bauliche Anlagen hat auf der Grundlage des Verkehrswertes zu erfolgen (§ 29 Abs. 1 FlurbG).
Bauland sind im Sinne des Baurechts Grundstücke, für die ein beschlossener Flächennutzungsplan die kurz- oder mittelfristige Bebauung vorsieht. Bauland sind die in einem rechtskräftigen Bebauungsplan befindlichen Grundstücksflächen, bei denen die Erschließung abgeschlossen ist und die Erhebung des Erschließungsbeitrages feststeht.
Rechtlich erwirbt ein Grundstück Baulandqualität entweder durch explizite Ausweisung des Grundstückes als Bauland in einem qualifizierten Bebauungsplan oder etwa durch die Lage in schon weitgehend bebautem Gebiet (Baulücke).

## Grundstücksstatus
Je nach dem Status eines Grundstückes werden folgende Entwicklungsstufen unterschieden:
- Unbebaute Grundstücke sind nach § 72 BewG Grundstücke, auf denen sich keine benutzbaren Gebäude befinden. Gibt es auf einem Grundstück Gebäude, deren Zweckbestimmung und Wert gegenüber der Zweckbestimmung und dem Wert des Grund und Bodens von untergeordneter Bedeutung sind, so gilt das Grundstück als unbebaut (§ 72 Abs. 2 BewG). Als unbebautes Grundstück gilt auch ein Grundstück, auf dem infolge der Zerstörung oder des Verfalls der Gebäude auf die Dauer benutzbarer Raum nicht mehr vorhanden ist (§ 72 Abs. 3 BewG).
- Bauerwartungsland sind nach § 3 Abs. 2 ImmoWertV Grundstücksflächen, die nach ihren weiteren Grundstücksmerkmalen eine bauliche Nutzung aufgrund konkreter Tatsachen, insbesondere nach dem Stand der Bauleitplanung, dem Flächennutzungsplan und nach der sonstigen städtebaulichen Entwicklung des Gebiets mit hinreichender Sicherheit erwarten lassen. Für Bauerwartungsland besteht noch kein Baurecht. Es ist aber in einen übersehbaren Zeitraum zu erwarten, dass dies geschaffen wird. Flächen, die im Flächennutzungsplan zur baulichen Nutzung vorgesehen sind, stellen oft nur Bauerwartungsland dar, da der Flächennutzungsplan allein kein Baurecht schafft.
- Rohbauland sind Grundstücksflächen, die nach den §§ 30 BauGB, § 33 BauGB oder § 34 BauGB für eine bauliche Nutzung bestimmt sind, deren Erschließung aber noch nicht gesichert ist oder die nach Lage, Form oder Größe für eine bauliche Nutzung unzureichend gestaltet sind.
- Bauland sind im Sinne des Baurechts Grundstücke, für die ein beschlossener Flächennutzungsplan die kurz- oder mittelfristige Bebauung vorsieht und noch keine Erschließung vorhanden ist.
- Baureifes Land sind gemäß § 3 Abs. 4 ImmoWertV vollständig erschlossene Grundstücke.

Im umgangssprachlichen Sinne ist Rohbauland ein Grundstück, auf dem nach dem Bauablauf ein Rohbau errichtet wird.
Das Bauland hat den Status des Bauerwartungslands und Rohbaulands überwunden und wartet auf die Sicherung der Erschließung, die es zum Bauland werden lässt.

## Bauland (formal)
Unbebaute Grundstücke waren originär zunächst Ackerflächen, Brachland oder Waldlandschaft. Diese müssen durch hoheitlichen Verwaltungsakt in Bauerwartungs- oder Bauland umgewidmet werden.
Wird für ein im Rahmen eines Bebauungsplans liegendes Gebäude eine Baugenehmigung erteilt, handelt es sich beim zugehörigen Grundstück um Bauland. Nach § 73 BewG gelten als „baureifes Land“ Grundstücke, die sofort bebaut werden können und im Wirkungsbereich eines bestandskräftigen Bebauungsplans liegen. Bei Bauland und erst recht bei Bauerwartungsland lohnt sich eine Bauvoranfrage des Bauherrn, um die baurechtliche Bebaubarkeit zu klären.

## Baulandsteuer
In den Wirtschaftsjahren 1961 und 1962 gab es eine „Baulandsteuer“ als Form der Grundsteuer, durch die unbebaute, aber baureife Grundstücke stärker steuerlich belastet wurden, um auf ein höheres Angebot an Bauland hinzuwirken und die Immobilienspekulation einzudämmen.

## Baulandpreise
Die durchschnittlichen Kaufpreise für Bauland pro m² Grundstücksfläche haben sich wie folgt entwickelt:
| Jahr | Kaufpreis in Euro / m² |
| ---- | ---------------------- |
| 2000 | 76                     |
| 2001 | 75                     |
| 2002 | 80                     |
| 2003 | 100                    |
| 2005 | 116                    |
| 2007 | 134                    |
| 2009 | 122                    |
| 2011 | 128                    |
| 2013 | 134                    |
| 2015 | 144                    |
| 2017 | 175                    |
| 2019 | 190                    |
| 2021 | 225                    |

Die Baulandpreise sind – bis auf zwei Ausnahmesituationen (Dotcom-Blase 2001 und Immobilienblase 2008) – stetig gestiegen, worin die Knappheit des Bodens zum Ausdruck kommt.

## International
Die Ausweisung von Bauland geschieht in Österreich auf Grundlage des öffentlichen Baurechts.
Bauland ist Gelände, für das kein Bauverbot durch Baubeschränkungen besteht; entscheidend sind die Festsetzungen des Bebauungsplans, falls dieser bereits aufgestellt wurde. Bauland ist das mit baulichen Anlagen bebaubare Grundstück im Gegensatz zum Freiland. Nach § 16 Raumordnungsgesetz von Niederösterreich muss Bauland in die Widmungsarten Wohngebiete, Kerngebiete, Betriebsgebiete, Industriegebiete, Agrargebiete, Sondergebiete und Gebiete für erhaltenswerte Ortsstrukturen eingeteilt werden.
In der Schweiz begründet sich Bauland auf den kantonalen Baugesetzen. Es ist im Zonenplan der einzelnen Gemeinden und Kantone explizit ausgewiesen und damit rechtlich verbindlich festgelegt. In den meisten Kantonen obliegt die eigentliche Abgrenzung als Bauland den Gemeinden. Diese bestimmen, welche Gebiete zu Bauland erklärt werden und welche nicht. Diese legen ebenfalls fest, welche Art der Bebauung auf dem jeweiligen Bauland zulässig ist.

## Wirtschaftliche Aspekte
Auf dem Immobilienmarkt wird der Boden entweder als Produktionsfaktor für die Urproduktion (Bergbau, Fischerei, Forstwirtschaft, Landwirtschaft), den sekundären Sektor (Gewerbe, Handel, Industrie) oder als Konsumgut (Bauland) betrachtet, wobei die Lage der wesentliche preisbestimmende Faktor ist. Dabei hat der Grundstücksstatus im Regelfall Einfluss auf die Bodenpreise und ist deshalb Gegenstand der Immobilienspekulation. 
Zu den Anschaffungskosten eines Grundstückskaufvertrages gehören zahlreiche Nebenkosten wie Notargebühren oder Grunderwerbsteuer. Der Grundstückskauf kann durch Kreditinstitute (insbesondere Pfandbriefbanken) durch Baufinanzierungen (mit-)finanziert werden, wobei das Kreditrisiko für die Banken solange noch überhöht ist, wie keine Baugenehmigung für die geplanten Gebäude vorliegt. Aus diesem Grunde liegt die Beleihungsgrenze nicht – wie bei üblichen Baufinanzierungen – bei bis zu 80 %, sondern zwischen 60 % und 80 % des Beleihungswerts.

## Abgrenzung
Brachland ist im Gegensatz zum Bauland eine aus wirtschaftlichen, regenerativen oder anderen Gründen ungenutzte Grundstücksfläche.